# Ejecución de la deuda
Ejecución, en Derecho procesal, es la actividad tendiente a obtener el cumplimiento forzoso de una obligación, por medio del embargo de bienes en cantidad suficiente para su satisfacción, y la posterior realización de estos, generalmente en subasta pública, para que con el producto de la venta, se pague al acreedor la deuda y otros gastos anexos, tales como intereses y costas.

## Relación con otros conceptos procesales

### Relación entre ejecución y obligación
La ejecución presupone la existencia de una obligación perfectamente determinada, o al menos, determinable de manera exacta o fidedigna. Por ello, la ejecución debe siempre basarse en un título ejecutivo, en el cual consta la obligación de manera fehaciente. De no existir dicho título, el acreedor de la obligación deberá llevar a cabo el juicio declarativo correspondiente, para que el juez declare la existencia de dicha obligación y su monto; dicha sentencia judicial podrá servir, por su parte, de título ejecutivo.

### Relación entre ejecución y juicio ejecutivo
El juicio ejecutivo es una de las maneras por las cuales puede llevarse a cabo la ejecución, pero no es la única. Dicho de otro modo: todo juicio ejecutivo importa una ejecución, pero no toda ejecución importa un juicio ejecutivo. El ejemplo más claro es la llamada ejecución incidental, que es la ejecución de una sentencia judicial declarativa, en la que no se abre un nuevo proceso, sino que se prosigue con el anterior. De este modo, la ejecución importa un procedimiento judicial, pero no necesariamente un nuevo proceso judicial.

### Relación entre ejecución y embargo
El embargo es uno de los trámites del procedimiento ejecutivo, y es la clave sobre el cual gira la ejecución, ya que trabado el embargo, se priva al embargado de la disposición de sus bienes, y por lo mismo, se le otorga al acreedor la garantía de que su crédito se verá satisfecho.
Debe hacerse presente que las distintas legislaciones contemplan nociones distintas del embargo. Así, en España, se habla de embargo para referirse al embargo ejecutivo propiamente tal, y de embargo preventivo para referirse a una medida judicial de cautela en los juicios declarativos, mientras que en otras legislaciones (Chile, por ejemplo) el concepto de embargo preventivo no existe con dicho nombre.

## Clasificación de la ejecución
La ejecución puede clasificarse de la siguiente manera:
- POR EL TIPO DE PROCEDIMIENTO.
  - Ejecución por vía de incidente. Aquí, la ejecución se tramita a continuación de un juicio declarativo, como incidente del mismo posterior a la sentencia de término.
  - Ejecución por vía de procedimiento ejecutivo. Aquí, la ejecución se lleva a cabo mediante un nuevo juicio, el juicio ejecutivo.
- POR SU ALCANCE.
  - Ejecución singular. Es la que afecta a una obligación determinada y a los acreedores de la misma. Es el caso típico del juicio ejecutivo.
  - Ejecución universal. Es la que afecta a la totalidad de los acreedores que concurren a la verificación del crédito que mantienen contra el deudor, para realizar los bienes del deudor de manera conjunta. Es el caso típico de la quiebra, y de la antigua institución de la cesión de bienes.
- POR EL GRADO DE CONOCIMIENTO.
  - Ejecución sin fase de discusión. En ella, se le niega al deudor la posibilidad de oponer excepciones o defenderse contra la pretensión ejecutiva del acreedor, substanciándose sólo aquello relativo al cumplimiento compulsivo (embargo y subasta pública).
  - Ejecución con fase de discusión. En ella, se le concede al deudor la posibilidad de oponer excepciones o defenderse, lo que abre una instancia de debate, aparte del procedimiento propio de realización compulsiva de los bienes. Las diversas legislaciones pueden limitar esta oposición en mayor o menor medida: lo usual es que establezcan un catálogo de excepciones más o menos amplio, a disposición del deudor, para que éste se oponga si puede acogerse a una de ellas.